# Testerep
Testerep és el nom d'una antiga illa formada pel mar del Nord i un priel que s'estenia davant la costa belga durant l'edat mitjana (moment en el qual era molt diferent d'avui en dia: el mar arribava fins a Bruges mateix. Posteriorment acabà desapareixent per efecte del transport de sediments i una baixada del nivell del mar.
L'illa tenia diversos poblets de pescadors, entre ells Westende i Oostende, situats als extrems occidental i oriental de l'illa respectivament. Actualment però, Oostende ("final de l'est") és a l'extrem oest de la costa belga.